# Свенлюнга (община)
Община Свенлюнга (на шведски: Svenljunga kommun) е разположена в лен Вестра Йоталанд, югозападна Швеция с обща площ 993 km2 и население 10 299 души (към 31 декември 2013). Административен център на община Свенлюнга е едноименния град Свенлюнга.